# Puchar CEV w piłce siatkowej mężczyzn (2015/2016)
Puchar CEV siatkarzy 2015/2016 (oficjalna nazwa: 2016 CEV Volleyball Cup Men) − 9. sezon Pucharu CEV rozgrywanego od 2007 roku (44. turniej ogólnie, wliczając Puchar Europy Zdobywców Pucharów i Puchar Top Teams), organizowanego przez Europejską Konfederację Piłki Siatkowej (CEV) w ramach europejskich pucharów dla 32 męskich klubowych zespołów siatkarskich Starego Kontynentu.

## System rozgrywek
Rywalizacja w pierwszych trzech rundach będzie się toczyć w parach systemem pucharowym (gorszy odpada). Po zakończeniu ćwierćfinałów odbyła się tzw. runda Challenge. Zostaną do niej zakwalifikowane 4 zwycięzców ćwierćfinałów Pucharu CEV oraz 4 najlepsze ekipy fazy grupowej Ligi Mistrzów sezonu 2015/2016, które nie wyszły z grupy (w sumie 8 drużyn). Zwycięzcy tego szczebla awansują do półfinałów, po których rozegrane zostaną finały.
We wszystkich rundach rozgrywane będą dwumecze (mecz i rewanż). Według regulaminu o zwycięstwie w dwumeczu decyduje liczba wygranych meczów. W przypadku remisu (po jednej wygranej każdej z drużyn), niezależnie od liczby wygranych i przegranych setów, o awansie zdecyduje dodatkowy tzw. złoty set, rozgrywany bezpośrednio po drugim meczu. Złoty set rozgrywany jest do 15 punktów.

## Drużyny uczestniczące
- Gazprom-Jugra Surgut
- Sir Safety Sicoma Perugia
- Jastrzębski Węgiel[1]
- Galatasaray Stambuł
- Topvolley Callant Antwerp
- Arago de Sète
- AS Cannes
- ASUL Lyon
- SWD powervolleys Düren
- SCMU Craiova
- Volei Municipal Zalău
- Olympiakos SF Pireus
- Foinikas Syros
- Fatra Zlín
- Jihostroj Czeskie Budziejowice
- VK ČEZ Karlovarsko
- Posojilnica Aich/Dob
- Crvena zvezda Belgrad
- Lausanne UC
- CAI Teruel
- Łokomotyw Charków
- Tiikerit Kokkola
- VaLePa Sastamala
- Hurrikaani-Loimaa
- Abiant Lycurgus Groningen
- Landstede Zwolle
- Draisma Dynamo Apeldoorn
- Pärnu VK
- Stroitiel Mińsk
- Omonia Nikozja
- VK Prievidza
- MIRAD PU Preszów

Drużyny uczestniczące z Ligi Mistrzów
- Dinamo Moskwa
- Berlin Recycling Volleys
- Knack Roeselare
- Energy Investments Lugano

## Rozgrywki

### 1/16 finału
| Data       | Drużyna 1                   | Wynik | Drużyna 2                     | 1     | 2     | 3     | 4     | 5       | * |
| ---------- | --------------------------- | ----- | ----------------------------- | ----- | ----- | ----- | ----- | ------- | - |
| 03.11.2015 | Gazprom-Jugra Surgut        | 3:0   | Abiant Lycurgus Groningen     | 26:24 | 25:23 | 25:20 |       |         |   |
| 18.11.2015 | Gazprom-Jugra Surgut        | 3:0   | Abiant Lycurgus Groningen     | 25:17 | 25:22 | 25:18 |       |         |   |
| 03.11.2015 | Arago de Sète               | 1:3   | Kokkolan Tiikerit             | 17:25 | 23:25 | 28:26 | 22:25 |         |   |
| 18.11.2015 | Arago de Sète               | 1:3   | Kokkolan Tiikerit             | 23:25 | 25:18 | 19:25 | 20:25 |         |   |
| 05.11.2015 | Pärnu VK                    | 1:3   | Olympiakos SFP                | 25:20 | 20:25 | 30:32 | 16:25 |         |   |
| 18.11.2015 | Pärnu VK                    | 0:3   | Olympiakos SFP                | 23:25 | 17:25 | 15:25 |       |         |   |
| 05.11.2015 | VSC Fatra Zlín              | 0:3   | SCMU Craiova                  | 19:25 | 18:25 | 22:25 |       |         |   |
| 18.11.2015 | VSC Fatra Zlín              | 3:2   | SCMU Craiova                  | 28:26 | 17:25 | 22:25 | 25:21 | 15:13   |   |
| 04.11.2015 | Topvolley Precura Antwerpen | 3:1   | AO Foinikas Syros             | 26:28 | 25:15 | 25:18 | 25:15 |         |   |
| 18.11.2015 | Topvolley Precura Antwerpen | 0:3   | AO Foinikas Syros             | 9:25  | 23:25 | 20:25 |       | (11:15) |   |
| 04.11.2015 | Vammalan Lentopallo         | 3:1   | Crvena zvezda Belgrad         | 25:21 | 25:22 | 16:25 | 25:18 |         |   |
| 17.11.2015 | Vammalan Lentopallo         | 3:2   | Crvena zvezda Belgrad         | 23:25 | 25:23 | 23:25 | 25:22 | 15:12   |   |
| 04.11.2015 | Landstede Volleybal         | 0:3   | Lausanne UC                   | 22:25 | 16:25 | 18:25 |       |         |   |
| 18.11.2015 | Landstede Volleybal         | 2:3   | Lausanne UC                   | 25:21 | 23:25 | 24:26 | 28:26 | 10:15   |   |
| 05.11.2015 | Galatasaray                 | 3:1   | ACS Volei Municipal Zalău     | 22:25 | 25:20 | 25:13 | 25:19 |         |   |
| 18.11.2015 | Galatasaray                 | 1:3   | ACS Volei Municipal Zalău     | 25:22 | 22:25 | 16:25 | 18:25 | (11:15) |   |
| 03.11.2015 | Jastrzębski Węgiel          | 0:3   | Omonia Nikozja                | 0:25  | 0:25  | 0:25  |       |         |   |
| 17.11.2015 | Jastrzębski Węgiel          | 0:3   | Omonia Nikozja                | 0:25  | 0:25  | 0:25  |       |         |   |
| 04.11.2015 | VK Prievidza                | 0:3   | CAI Voleibol Teruel           | 21:25 | 20:25 | 20:25 |       |         |   |
| 18.11.2015 | VK Prievidza                | 0:3   | CAI Voleibol Teruel           | 14:25 | 17:25 | 32:34 |       |         |   |
| 04.11.2015 | SK Posojilnica Aich/Dob     | 3:1   | Hurrikaani-Loimaa             | 25:22 | 25:22 | 21:25 | 25:17 |         |   |
| 17.11.2015 | SK Posojilnica Aich/Dob     | 2:3   | Hurrikaani-Loimaa             | 25:16 | 19:25 | 21:25 | 25:22 | 13:15   |   |
| 04.11.2015 | Stroitiel Mińsk             | 0:3   | AS Cannes                     | 16:25 | 22:25 | 14:25 |       |         |   |
| 17.11.2015 | Stroitiel Mińsk             | 0:3   | AS Cannes                     | 22:25 | 18:25 | 20:25 |       |         |   |
| 04.11.2015 | SWD powervolleys Düren      | 3:0   | ASUL Lyon                     | 25:23 | 25:18 | 25:19 |       |         |   |
| 18.11.2015 | SWD powervolleys Düren      | 3:1   | ASUL Lyon                     | 19:25 | 25:20 | 25:23 | 25:23 |         |   |
| 04.11.2015 | Draisma Dynamo Apeldoorn    | 0:3   | VK Jihostroj České Budějovice | 21:25 | 23:25 | 18:25 |       |         |   |
| 17.11.2015 | Draisma Dynamo Apeldoorn    | 0:3   | VK Jihostroj České Budějovice | 19:25 | 19:25 | 25:27 |       |         |   |
| 17.11.2015 | Łokomotyw Charków           | 3:1   | VK Mirad PU Prešov            | 25:16 | 21:25 | 25:20 | 26:24 |         |   |
| 18.11.2015 | Łokomotyw Charków           | 1:3   | VK Mirad PU Prešov            | 23:25 | 22:25 | 28:26 | 17:25 | (11:15) |   |
| 04.11.2015 | Sir Safety Sicoma Perugia   | 3:0   | VK ČEZ Karlovarsko            | 25:21 | 25:17 | 25:21 |       |         |   |
| 18.11.2015 | Sir Safety Sicoma Perugia   | 3:1   | VK ČEZ Karlovarsko            | 20:25 | 25:22 | 25:19 | 25:19 |         |   |

### 1/8 finału
| Data       | Drużyna 1               | Wynik | Drużyna 2                     | 1     | 2     | 3     | 4     | 5     | * |
| ---------- | ----------------------- | ----- | ----------------------------- | ----- | ----- | ----- | ----- | ----- | - |
| 02.12.2015 | Kokkolan Tiikerit       | 1:3   | Gazprom-Jugra Surgut          | 25:20 | 22:25 | 23:25 | 22:25 |       |   |
| 15.12.2015 | Kokkolan Tiikerit       | 1:3   | Gazprom-Jugra Surgut          | 25:22 | 16:25 | 16:25 | 20:25 |       |   |
| 02.12.2015 | Olympiakos SFP          | 2:3   | SCMU Craiova                  | 21:25 | 25:16 | 19:25 | 25:22 | 12:15 |   |
| 15.12.2015 | Olympiakos SFP          | 3:0   | SCMU Craiova                  | 25:20 | 25:15 | 25:18 |       |       |   |
| 03.12.2015 | Vammalan Lentopallo     | 3:0   | AO Foinikas Syros             | 25:22 | 25:16 | 26:24 |       |       |   |
| 15.12.2015 | Vammalan Lentopallo     | 2:3   | AO Foinikas Syros             | 25:22 | 22:25 | 25:23 | 25:27 | 12:15 |   |
| 01.12.2015 | Lausanne UC             | 1:3   | ACS Volei Municipal Zalău     | 26:24 | 23:25 | 21:25 | 20:25 |       |   |
| 15.12.2015 | Lausanne UC             | 0:3   | ACS Volei Municipal Zalău     | 19:25 | 18:25 | 18:25 |       |       |   |
| 01.12.2015 | CAI Voleibol Teruel     | 3:0   | Omonia Nikozja                | 25:23 | 25:22 | 25:19 |       |       |   |
| 15.12.2015 | CAI Voleibol Teruel     | 3:2   | Omonia Nikozja                | 25:16 | 21:25 | 25:20 | 22:25 | 15:13 |   |
| 02.12.2015 | SK Posojilnica Aich/Dob | 0:3   | AS Cannes                     | 15:25 | 19:25 | 13:25 |       |       |   |
| 15.12.2015 | SK Posojilnica Aich/Dob | 0:3   | AS Cannes                     | 22:25 | 15:25 | 16:25 |       |       |   |
| 02.12.2015 | SWD powervolleys Düren  | 3:2   | VK Jihostroj České Budějovice | 23:25 | 18:25 | 25:17 | 25:23 | 15:8  |   |
| 15.12.2015 | SWD powervolleys Düren  | 3:0   | VK Jihostroj České Budějovice | 25:20 | 25:20 | 25:19 |       |       |   |
| 01.12.2015 | VK Mirad PU Prešov      | 0:3   | Sir Safety Sicoma Perugia     | 21:25 | 15:25 | 17:25 |       |       |   |
| 15.12.2015 | VK Mirad PU Prešov      | 0:3   | Sir Safety Sicoma Perugia     | 12:25 | 16:25 | 16:25 |       |       |   |

### 1/4 finału
| Data       | Drużyna 1              | Wynik | Drużyna 2                 | 1     | 2     | 3     | 4     | 5       | * |
| ---------- | ---------------------- | ----- | ------------------------- | ----- | ----- | ----- | ----- | ------- | - |
| 20.01.2016 | Gazprom-Jugra Surgut   | 3:2   | Olympiakos SFP            | 25:23 | 23:25 | 15:25 | 25:23 | 15:13   |   |
| 27.01.2016 | Gazprom-Jugra Surgut   | 3:0   | Olympiakos SFP            | 25:22 | 25:22 | 26:24 |       |         |   |
| 20.01.2016 | Vammalan Lentopallo    | 3:1   | ACS Volei Municipal Zalău | 25:16 | 25:17 | 20:25 | 25:19 |         |   |
| 27.01.2016 | Vammalan Lentopallo    | 3:0   | ACS Volei Municipal Zalău | 25:23 | 25:21 | 25:22 |       |         |   |
| 20.01.2016 | AS Cannes              | 3:1   | CAI Voleibol Teruel       | 25:22 | 25:19 | 27:29 | 25:18 |         |   |
| 27.01.2016 | AS Cannes              | 1:3   | CAI Voleibol Teruel       | 22:25 | 23:25 | 25:20 | 19:25 | (10:15) |   |
| 20.01.2016 | SWD powervolleys Düren | 1:3   | Sir Safety Sicoma Perugia | 23:25 | 21:25 | 26:24 | 15:25 |         |   |
| 27.01.2016 | SWD powervolleys Düren | 1:3   | Sir Safety Sicoma Perugia | 15:25 | 14:25 | 25:22 | 17:25 |         |   |

### Runda Challenge
| Data       | Drużyna 1                 | Wynik | Drużyna 2                | 1     | 2     | 3     | 4     | 5       | * |
| ---------- | ------------------------- | ----- | ------------------------ | ----- | ----- | ----- | ----- | ------- | - |
| 17.02.2016 | CAI Voleibol Teruel       | 1:3   | Knack Roeselare          | 22:25 | 20:25 | 25:22 | 30:32 |         |   |
| 03.03.2016 | CAI Voleibol Teruel       | 0:3   | Knack Roeselare          | 23:25 | 14:25 | 19:25 |       |         |   |
| 17.02.2016 | Vammalan Lentopallo       | 3:1   | Berlin Recycling Volleys | 29:31 | 25:20 | 28:26 | 25:21 |         |   |
| 03.03.2016 | Vammalan Lentopallo       | 0:3   | Berlin Recycling Volleys | 22:25 | 30:32 | 19:25 |       | (11:15) |   |
| 18.02.2016 | Sir Safety Sicoma Perugia | 0:3   | Dinamo Moskwa            | 20:25 | 19:25 | 22:25 |       |         |   |
| 02.03.2016 | Sir Safety Sicoma Perugia | 3:1   | Dinamo Moskwa            | 25:21 | 25:18 | 23:25 | 25:15 | (13:15) |   |
| 01.03.2016 | Energy Investments Lugano | 0:3   | Gazprom-Jugra Surgut     | 23:25 | 16:25 | 21:25 |       |         |   |
| 02.03.2016 | Energy Investments Lugano | 1:3   | Gazprom-Jugra Surgut     | 25:21 | 23:25 | 22:25 | 19:25 |         |   |

### Półfinały
| Data       | Drużyna 1       | Wynik | Drużyna 2                | 1            | 2     | 3     | 4     | 5       | * |
| ---------- | --------------- | ----- | ------------------------ | ------------ | ----- | ----- | ----- | ------- | - |
| 15.03.2016 | Knack Roeselare | 2:3   | Berlin Recycling Volleys | 31:29: 23:25 | 25:21 | 21:25 | 10:15 | 14:25   |   |
| 19.03.2016 | Knack Roeselare | 0:3   | Berlin Recycling Volleys | 21:25        | 18:25 |       |       |         |   |
| 15.03.2016 | Dinamo Moskwa   | 3:0   | Gazprom-Jugra Surgut     | 25:23        | 25:21 | 25:18 |       |         |   |
| 19.03.2016 | Dinamo Moskwa   | 0:3   | Gazprom-Jugra Surgut     | 23:25        | 20:25 | 22:25 |       | (11:15) |   |

### Finał
| Data       | Drużyna 1                | Wynik | Drużyna 2            | 1     | 2     | 3     | 4     | 5     | * |
| ---------- | ------------------------ | ----- | -------------------- | ----- | ----- | ----- | ----- | ----- | - |
| 29.03.2016 | Berlin Recycling Volleys | 3:2   | Gazprom-Jugra Surgut | 28:26 | 16:25 | 25:17 | 20:25 | 15:11 |   |
| 02.04.2016 | Berlin Recycling Volleys | 3:0   | Gazprom-Jugra Surgut | 25:18 | 25:18 | 25:18 |       |       |   |